# Concerto pour violon no 1 de Chin
Pour les articles homonymes, voir Concerto pour violon no 1.
Le Concerto pour violon no 1 d'Unsuk Chin a été composé en 2001. La compositrice en écrit un deuxième en 2021.

## Création
L'œuvre est créée le 20 janvier 2002 par Viviane Hagner (violon) et der Deutsches Symphonie-Orchester Berlin dirigé par Kent Nagano.

## Mouvements
Le concerto se compose de quatre mouvements.
Le premier mouvement commence doucement avec le violon seul, puis les percussions interviennent avec les marimbas, et de plus en plus d'instruments se joignent à eux. La partie soliste est particulièrement exigeante en termes techniques. Le deuxième mouvement débute avec la plupart des cordes, en un mouvement lent et serein. Le troisième mouvement fait référence au deuxième mais en réintroduisant des notes percussives et en usant du pizzicato. Après la relation tonale entre les différents instruments, le quatrième mouvement forme un contraste. Le violon commence dans les aigus avant d'aller dans les graves. Des éléments des mouvements précédents reviennent, et le concerto s'achève sur un rappel de son début, fermant le cercle.
- Durée d'exécution : environ vingt-cinq minutes.

## Récompense
- Grawemeyer Award for Music Composition 2004[3]